# Gmina Ribnica
Ribnica – gmina w południowej Słowenii. W 2002 roku liczyła 9266 mieszkańców. Jej powierzchnia wynosi 153,6 km².

## Miejscowości
Miejscowości wchodzące w skład gminy Ribnica:

- Andol
- Blate
- Breg pri Ribnici
- Breže
- Brinovščica
- Bukovec pri Poljanah
- Bukovica
- Dane
- Dolenja vas
- Dolenje Podpoljane
- Dolenji Lazi
- Dule
- Črnec
- Črni Potok pri Velikih Laščah
- Finkovo
- Gašpinovo
- Gorenje Podpoljane
- Gorenji Lazi
- Goriča vas
- Graben
- Grčarice
- Grčarske Ravne
- Grebenje
- Grič
- Hojče
- Hrovača
- Hudi Konec
- Jelenov Žleb
- Junčje
- Jurjevica
- Kot pri Rakitnici
- Kot pri Ribnici
- Krnče
- Levstiki
- Lipovec
- Makoše
- Marolče
- Maršiči
- Nemška vas
- Ortnek
- Otavice
- Perovo
- Praproče
- Prigorica
- Pugled pri Karlovici
- Pusti Hrib
- Rakitnica
- Ribnica – siedziba gminy
- Rigelj pri Ortneku
- Sajevec
- Škrajnek
- Slatnik
- Sušje
- Sveti Gregor
- Velike Poljane
- Vintarji
- Vrh pri Poljanah
- Zadniki
- Zadolje
- Zapuže pri Ribnici
- Zlati Rep
- Žlebič
- Žukovo